# Црна Удовица (филм из 2021)
Црна Удовица (енгл. Black Widow) је амерички суперхеројски филм из 2021. године, заснован на истоименом лику Marvel Comics-а. Продукције Marvel Studios-а и дистрибуције Walt Disney Studios Motion Pictures-а, представља двадесет четврти филм Марвеловог филмског универзума (МФУ). Филм је режирала Кејт Шортленд из сценарија Ерика Пирсона и главну улогу игра Скарлет Џохансон као Наташа Романова / Црна Удовица заједно са Флоренс Пју, Дејвидом Харбором, Оу-Тијем Фагбенлеoм, Вилијамом Хертом, Рејсом Винстоном и Рејчел Вајс. Смештен након филма Капетан Америка: Грађански рат (2016), филм прати Наташу Романову која је у бекству и суочава се са својом прошлошћу. 
Развој филма о Црној Удовици почео је априла 2004. Lionsgate-а, док је Дејвид Хајтер био задужен за режију и сценарио. Међутим, пројекат није напредовао и филмска права су у јуну 2006. године враћена Marvel Studios-у. Џохансон је добила улогу за неколико филмова у Марвеловом филмском универзуму, почевши са филмом Ајрон Мен 2 (2010) и почела је разговоре са Marvel-ом о соло филму. Рад је започео крајем 2017. године, док је 2018. године унајмљена Шортланд. Џек Шефер и Нед Бенсон допринели су сценарију пре него што је унајмљен Пирсон. Снимање се одржало од маја до октобра 2019. године у Норвешкој, Будимпешти, Мароку, Pinewood Studios-у у Енглеској и Атланти и Мејкону.
Филм Црна Удовица премијерно је приказан 29. јуна 2021. године на разним догађајима широм света и издат је 9. јула, истовремено у биоскопима и на Disney+-у преко премијерног приступа. Филм је издат 8. јула 2021. године у Србији, дистрибутера MegaCom Film-а. Представља први филм у четвртој фази МФУ и одложен је три пута од првобитног датума издања у мају 2020. године због пандемије ковида 19. Филм је добио углавном позитивне критике, а нарочито су похваљени глума и акционе сцене.

## Радња
Године 1995, руски агенти на тајном задатку, супервојник Алексеј Шостаков и Црна удовица Мелина Востокова, представљају се као нормална породица у Охају, заједно са својим сурогат ћеркама Наташом Романовом и Јеленом Беловом. Када је њихова мисија за крађу Шилдових података завршена, породица бежи на састанак са својим шефом Дрејковим, који Романову и Белову проводи кроз тренинг у Црвеној соби. Године пролазе, а Романова почиње да ради за Шилд, верујући да је Дрејков мртав након бомбардовања његове канцеларије, током којег је страдала и његова ћерка Антонија.
Године 2016, Романова је бегунац због кршења споразума из Соковије. Она бежи од америчког државног секретара Тадијуса Роса и скрива се у сигурној кући у Норвешкој. У међувремену, Белова убија бившу одметнуту Црну удовицу, али ова је на њу бацила супстанцу звану Црвена прашина која је ослобађа контроле ума Црвене собе. Она шаље противотров Романовој у нади да ће се вратити да јој помогне да ослободи остале Удовице. Када Романова несвесно оде у вожњу са противотровом, нападне је Таскмастер, који је у потрази за Црвеном прашином. Романова успева да избегне Таскмастера и сазна да је Прашина дошла од Белове. Њих две се састају у Будимпешти, али их затим нападају Црне удовице. Романова сазнаје да је Дрејков још увек жив и да је Црвена соба и даље активна. Романова и Белова избегавају Удовице и Таскмастера пре него што се сретну са Риком Мејсоном, који им предаје хеликоптер.
Романова и Белова избаве Шостакова из затвора како би сазнали Дрејкову локацију. Он им каже да разговарају са Востоковом, која живи на фарми у Русији, где је развила процес контроле ума који се користи на Удовицама. Тамо Белова открива да је, иако нису била права породица, веровала да јесу. Востокова даје Дрејкову локацију, чији агенти долазе и одводе их у Црвену собу, ваздушну базу. Док је Дрејков честитао Востоковој, схватио је да су Востокова и Романова користиле технологију маске за лице да би заменили места пре него што су ухваћени. Романова сазнаје да је Таскмастер заправо Антонија, која је претрпела толико озбиљну штету да је Дрејков морао да јој стави чип у главу претварајући је у савршеног војника. Романова открива да не може да нашкоди Дрејкову због феромонске браве коју је инсталирао у сваку Удовицу и да контролише Удовице широм света путем конзоле на свом столу. Романова намерно сломи сопствени нос, прекидајући нерв у њеном носном пролазу да одбије феромоне, а затим напада Дрејкова. Востокова покушава да извади базни мотор док се Шостаков бори са Антонијом, а Белова тражи друге Удовице, које су послате да заштите Дрејкова.
Дрејков бежи док Удовице нападају Романову, али Белова ствара бомбу Црвене прашине која ослобађа Удовице од контроле ума. Романова улази у контролни пулт и копира локације осталих удовица широм света баш у тренутку када база почиње да експлодира и пада. Пре него што напусти контролну собу, она узима две преостале бочице Црвене прашине. Востокова и Шостаков беже авионом баш у тренутку када Белова напада Дрејковов брод за бекство, убијајући га. Романова даје Беловој падобран пре него што се са Антонијом бори током пада. По слетању, Романова користи бочицу са Црвеном прашином на Антонији, ослобађајући је контроле ума. Ослобођене Удовице стижу док се Белова, Востокова и Шостаков опраштају од Романове. Она даје Беловој последњу бочицу са Црвеном прашином и преносни диск, говорећи јој да пронађе и ослободи друге Удовице, којима је још увек испран мозак. Док одлазе са Антонијом, Романова чека Роса и његове људе. Две недеље касније, Романова се поново састаје са Мејсоном, који јој предаје млазни авион. Она одлази у намери да ослободи затворене Осветнике на Сплаву.
У сцени после одјавне шпице смештеној после смрти Романове, Белова наилази на Контесу Валентину Алегру де Фонтејн на Романовином гробу и добија свој следећи задатак: убиство Клинта Бартона, човека „одговорног” за Романовину смрт.

## Улоге
| Глумац             | Улога                               |
| ------------------ | ----------------------------------- |
| Скарлет Џохансон   | Наташа Романова / Црна Удовица      |
| Флоренс Пју        | Јелена Белова / Црна Удовица        |
| Дејвид Харбор      | Алексеј Шостаков / Црвени Стражар   |
| Оу-Ти Фагбенлe     | Рик Мејсон                          |
| Олга Куриленко     | Антонија Дрејков / Мајстор Задатака |
| Вилијам Херт       | Тадијус Рос                         |
| Реј Винстон        | генерал Дрејков                     |
| Рејчел Вајс        | Мелина Востоков / Црна Удовица      |
| Џулија Луј Драјфус | Валентина Алегра де Фонтејн         |

## Контроверзе
У јулу 2021, Скарлет Џохансон је поднела тужбу против компаније Волт Дизни у Вишем суду округа Лос Анђелеса, наводећи да је истовремено објављивање Црне Удовице на платформи Дизни+ прекршило одредбу у њеном уговору да филм добије ексклузивно приказивање у биоскопима. У тужби се наводи да је истовремено пуштање филма ослободило компанију плаћања „веома великих бонуса на зараду” на које би Џохансонова наводно имала право. Према новинама The Wall Street Journal, Џохансонова је била забринута због могућности да филм буде објављен на Дизни+ још од прије објављивања филма Осветници: Крај игре.